# Витівки шибеника
«Витівки шибеника» (латис. Emīla nedarbi) — радянський художній телевізійний фільм режисера Варіса Брасли за мотивами книги Астрід Ліндгрен про Еміля з Льонеберґи. Знятий на Ризькій кіностудії у 1985 році.

## Сюжет
Маленький Еміль живе з батьками та молодшою сестрою на хуторі. В очах батьків він страшенний пустун. Батько починає побоюватися його нових вигадок і намагається тримати сина осторонь від важливих справ. На совісті Еміля вже лежить розбита супниця, палець батька, що потрапив в щурячий капкан, невдало вирваний зуб працівниці Ліни і розбите вікно в їдальні фру Петрель. Але тільки такий бешкетник, як Еміль, зумів впоратися зі злою і жадібною комендантшою притулку. У день свого народження йому вдалося влаштувати веселе свято для притулку старих.

## У ролях
- Маріс Зонненбергс-Замбергс — Еміль
- Харій Лієпіньш — Еміль Свенсон, голова комунального правління
- Даце Еверса — мати Еміля
- Діана Занде — Ліна, робітниця
- Улдіс Думпіс — батько Еміля
- Вія Артмане — комендантша притулку
- Мадара Дішлере — Іда
- Рудольф Плепіс — Алфред, робітник
- Евалдс Валтерс — Столле-Йоке
- Діна Купле — Креса-Майя
- Ольга Круміня — фру Петрель
- Яніс Заріньш — доктор
- Імантс Адерманіс — хазяїн

## Знімальна група
- Автор сценарію: Алвіс Лапіньш
- Режисер-постановник: Варіс Брасла
- Оператор-постановник: Давіс Сіманіс
- Художник-постановник: Гунар Земгалс
- Композитор: Імантс Калниньш